# 粗葉青毛蘚
粗葉青毛蘚（学名：Dicranodontium asperulum）为曲尾蘚科青毛蘚屬下的一个种。

## 扩展阅读
- 維基物種上的相關：粗葉青毛蘚